# Ko Myong-jin
Ko Myong-jin ((고명진?, 高明振?); Gunpo, 9 gennaio 1988) è un calciatore sudcoreano, centrocampista dell'Ulsan HD.

## Palmarès

### Competizioni internazionali
- AFC Champions League: 1

Ulsan Hyundai: 2020